# Hopewell Rocks

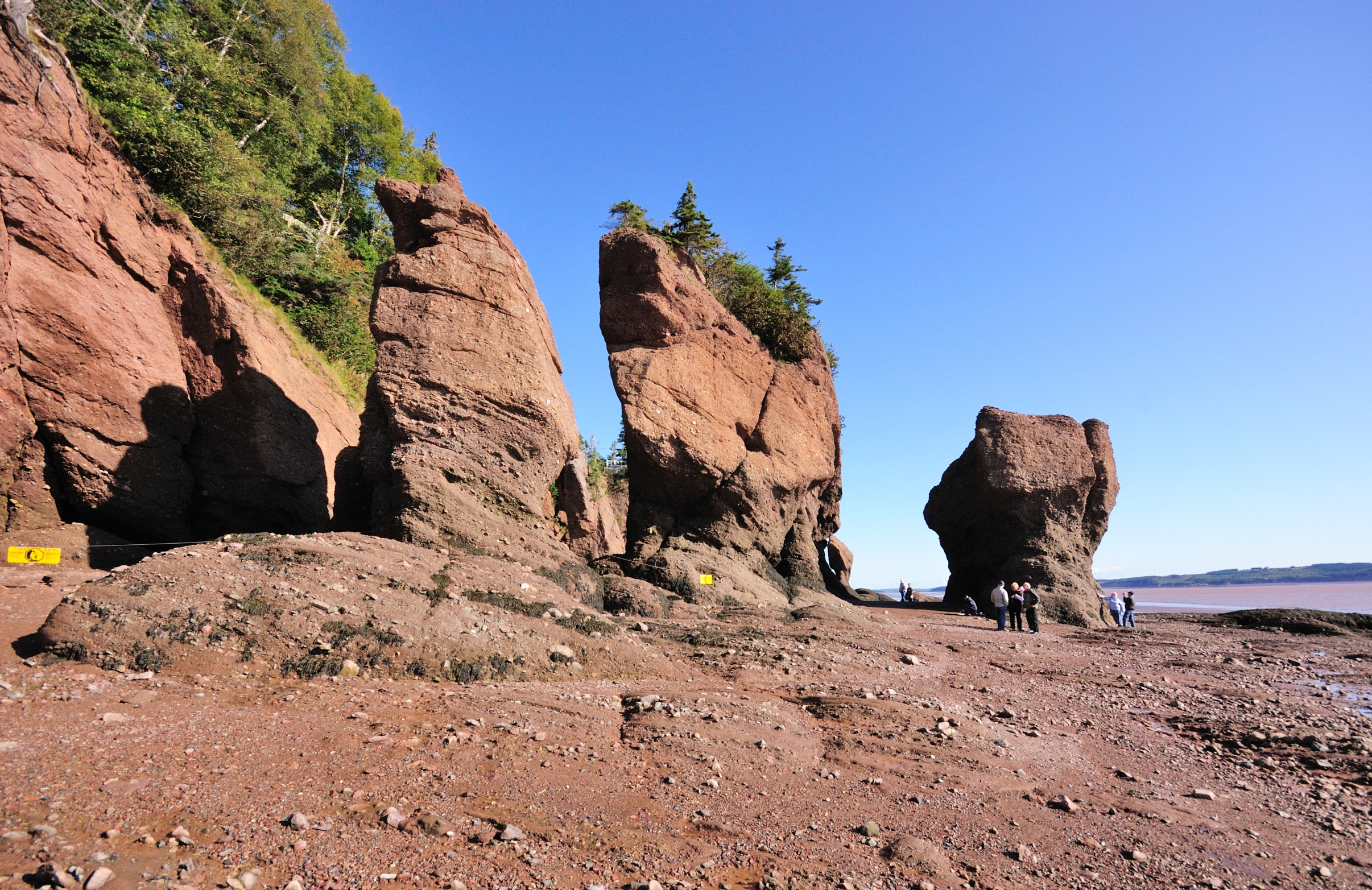
Die Hopewell Rocks bei Niedrigwasser

Die Hopewell Rocks sind eine Gesteinsformation, die durch gezeitenbedingte Erosion entstanden ist. Die manchmal auch als Flowerpot Rock (deutsch: „Blumentopffelsen“) bezeichneten Felsen erinnern mit ihrem Bewuchs auf der Dachfläche an Blumentöpfe und befinden sich am Hopewell Cape an der Bay of Fundy im kanadischen New Brunswick. Wegen des extremen Tidenhubs (bis zu 16 Meter) stehen die Felsformationen zweimal täglich unter Wasser. Die Felsen gehören zum Hopewell Rocks Provincial Park, der 1958 eröffnet wurde, und sind bei Niedrigwasser vom Meeresboden aus zu besichtigen. Die Felsen liegen im Biosphärenreservat Fundy.